# Roberto Abbado
Roberto Abbado (Milà, 30 de desembre de 1954) és un director d'orquestra italià. És fill del músic Marcello Abbado i nebot del director Claudio Abbado.
Estudià direcció amb Franco Ferrara a La Fenice, Venècia, i a l'Accademia Nazionale di Santa Cecilia on es convertiria en l'únic estudiant de l'acadèmia al qual se li ha demanat dirigir l'Orchestra dell'Accademia Nazionale di Santa Cecilia. Dirigí la seva primera òpera, Simon Boccanegra, a l'edat de 23, i partir de llavors ho feu en nombroses òperes d'Itàlia i a escala mundial, incloent el Gran Teatre del Liceu de Barcelona.
Abbado fou el director principal de l'Orquestra de la Ràdio de Múnic de 1991 a 1998. Als Estats Units, Abbado fou nomenat soci artístic de l'Orquestra de cambra de Saint Paul (SPCO), càrrec que començava la temporada 2005-2006. El novembre de 2006, amplià aquest contracte amb el SPCO fins a la temporada 2010-2011.
CDs
- Puccini, Turandot- Roberto Abbado/Münchner Rundfunkorchester/Eva Marton/Ben Heppner/Margaret Price, 1993 Sony/RCA
- Bellini: I Capuleti e i Montecchi - Roberto Abbado/Münchner Rundfunkorchester/Vesselina Kasarova/Eva Mei/Ramón Vargas/Umberto Chiummo/Simone Alberghini, 1998 Sony/RCA. Pick of the Year 1999, BBC Music Magazine.
- Donizetti: Don Pasquale - Roberto Abbado/Münchner Rundfunkorchester/Renato Bruson/Eva Mei/Frank Lopardo/Thomas Allen, 1994 Sony/RCA
- Rossini: Tancredi - Roberto Abbado/Münchner Rundfunkorchester/Vesselina Kasarova/Eva Mei/Ramón Vargas/Veronica Cangemi, 1996 Sony/RCA. Echo der Klassik 1997.
- Florez, Arias for Rubini (Rossini/Bellini/Donizetti) - Roberto Abbado/S. Cecilia, 2007 Decca
- Flórez, L'amour - Roberto Abbado/Orch. Bologna, 2013 Decca. Diapason d'Or 2014.
- Garanca, Bel Canto - Elīna Garanča/Filarmonica del Teatro Comunale di Bologna/Roberto Abbado, 2009 Deutsche Grammophon. Echo der Klassik 2010.
- Luca Francesconi: Cobalt Scarlet - Rest - Orchestra Sinfonica Nazionale della RAI/Anssi Karttunen/Roberto Abbado, 2005 Stradivarius

DVDs & Blue-Ray
- Giordano, Fedora - Abbado Roberto/Freni/Domingo, 1997 Deutsche Grammophon
- Rossini, Zelmira - Roberto Abbado/Florez/Aldrich/Kunde, 2009 Decca
- Rossini, Ermione - Roberto Abbado/Ganassi/Kunde, 2009 Dynamic
- Rossini, Mosé in Egitto- Roberto Abbado/Ganassi/Zanellato/Korchak, 2012 Opus Arte